# Nhà thờ Thánh Anna ở Andělská Hora
Nhà thờ Thánh Anna ở Andělská Hora (tiếng Séc: Kostel svaté Anny v Andělské Hoře) là một nhà thờ Công giáo La Mã, thuộc giáo phận Ostrava-Opava, tọa lạc ở thị trấn Andělská Hora, huyện Bruntál, vùng Moravskoslezský, Cộng hòa Séc. Nhà thờ có tên trong danh sách các di tích văn hóa cấp quốc gia.

## Lịch sử
| Mốc lịch sử | Mô tả |
| ----------- | --- |
| Thế kỷ 17   | Nhà nguyện Thánh Anna được thành lập trong giai đoạn 1694 - 1696. |
| Thế kỷ 18   | Nhà nguyện không còn đủ chỗ cho các tín hữu. Một nhà thờ mới được xây dựng trong giai đoạn 1767 - 1769. Lễ thánh hiến trọng thể được cha xứ Augustin Becher cử hành vào ngày 26 tháng 7 năm 1770. Kể từ đó, nhà thờ trở thành nơi hành hương thường niên của hàng nghìn tín hữu. Năm 1784, theo lệnh cải cách của Hoàng đế Joseph II, nhà thờ buộc phải đóng cửa và có nguy cơ bị phá bỏ. Năm 1795, nhà thờ được phép hoạt động trở lại dưới thời trị vì của Hoàng đế Franz II. |
| Thế kỷ 20   | Sau Chiến tranh thế giới thứ hai, nhà thờ dần rơi vào tình trạng xuống cấp và bị những người tham của phá hoại. Các cuộc hành hương phải tạm dừng vào năm 1970. |
| Thế kỷ 21   | Từ năm 2002, nhà thờ phục hồi được truyền thống hành hương. Trong giai đoạn 2009 - 2010, nhà thờ cùng các cơ sở vật chất (như các bức tranh, công trình kiến trúc, và tượng đài) đều được phục hồi và sửa chữa. |